# Jean Bondu
Jean Joseph Arsène Bondu (ur. 17 lipca 1966 w Les Essarts) – francuski duchowny katolicki, biskup pomocniczy Rennes od 2023.

## Życiorys
Święcenia kapłańskie otrzymał 14 czerwca 1992 i został inkardynowany do diecezji Luçon. Był m.in. wikariuszem biskupim ds. katechezy i duszpasterstwa młodzieży, wikariuszem biskupim dla centralnej części diecezji, wikariuszem generalnym oraz administratorem diecezji.
30 listopada 2022 papież Franciszek mianował go biskupem pomocniczym diecezji Rennes, ze stolicą tytularną Vaison. Sakry udzielił mu 22 stycznia 2023 arcybiskup Pierre d’Ornellas.